# 列昂尼德·波塔波夫
列昂尼德·瓦西里耶维奇·波塔波夫（俄语：Леонид Васильевич Потапов，1935年7月4日—2020年11月12日），苏联及俄罗斯政治人物，高级经济师。曾任布里亚特共和国总统。

## 生平
1935年生于布里亞特蘇維埃社會主義自治共和國巴溫特區乌阿基特。在庫魯姆坎區阿尔加达度过童年。1959年毕业于哈巴罗夫斯克铁道工程学院，在乌兰乌德机车修配厂工作，历任机械师、工程师、高级工程师、车间主任、副厂长、厂长、总工程师。1961年加入苏联共产党。1965年毕业于伊尔库茨克国立经济学院经济学专业。1979年获经济学副博士学位。1978年至1987年，担任苏联共产党布里亚特州委员会书记处书记。1987年调任土库曼苏维埃社会主义共和国马雷斯克州执行委员会主席。1990年1月，担任土库曼苏维埃社会主义共和国最高苏维埃副主席。1990年4月，任苏共布里亚特党委第一书记，1991年10月当选布里亚特苏维埃社会主义共和国最高苏维埃主席。1990年7月至1991年8月，为苏联共产党中央委员会委员。1993年当选俄罗斯联邦委员会代表。1994年当选布里亚特共和国总统。2007年7月卸任。2009年开始担任俄罗斯科学院西伯利亚分院布里亚特科研中心区域经济学首席研究员。2020年11月12日逝世。